# CSI: Miami (3. sezona)
Treća sezona serije CSI: Miami je premijerno prikazana na američkom kanalu CBS 20. rujna 2004., a završila je 23. svibnja 2005. godine.

## Glumačka postava
| Glumac/glumica   | Lik               | Glumi u ep. |
| ---------------- | ----------------- | ----------- |
| David Caruso     | Horatio Caine     | 1 - 24      |
| Emily Procter    | Calleigh Duquesne | 1 - 24      |
| Adam Rodriguez   | Eric Delko        | 1 - 24      |
| Khandi Alexander | Alexx Woods       | 1 - 24      |
| Sofia Milos      | Yelina Salas      | 1 - 24      |
| Rex Linn         | Frank Tripp       | 1 - 24      |
| Jonathan Togo    | Ryan Wolfe        | 3 - 24      |
| Rory Cochrane    | Tim Speedle       | 1           |

## Epizode
| Ep. u seriji | Ep. u sezoni | Naziv epizode         | Datum emitiranja |
| --- | ------------ | --------------------- | ---------------- |
| 49 | 1            | "Lost Son"            | 20.9.2004.       |
| Velika jahta zabije se u most u Miamiju. Kada dođu na uviđaj, članovi ekipe za očevid ustanove da je čovjek koji je vozio brod bio ubijen prije nesreće. Žrtvina supruga otkrije da su im oteli sina i da je njezin suprug tada išao predati otkupninu, dragulje u vrijednosti od tri milijuna dolara. Kada ekipa otkrije da su dragulji bili lažni, istraga će ih odvesti u neočekivanom smjeru.U borbi u draguljarnici strada Tim Speedle, koji nije redovno održavao svoj pištolj, pa je on zakazao u ključnom trenutku obrane. |              |                       |                  |
| 50 | 2            | "Pro Per"             | 27.9.2004.       |
| Žena je ubijena u svojoj velikoj kući na plaži. Ekipa uhiti bivšeg zatvorenika, no ubrzo se dokaže da je on mnogo pametniji nego što to ekipa misli. Kao sam svoj odvjetnik, brzo se izvuče iz situacije u kojoj ga se optužuje za ubojstvo. Stvari se zakompliciraju kada se otkrije da je glavni svjedok u slučaju žrtvin sin te da ga Horatio želi zaštititi ne dopuštajući mu da svjedoči. |              |                       |                  |
| 51 | 3            | "Under the Influence" | 4.10.2004.       |
| Ekipa za očevid mora naći ubojicu žene koju je netko gurnuo pod autobus. Prvi osumnjičeni je žrtvin dečko Jay Seaver. Kada je ubijen i jedan od njegovih glavnih suparnika s posla, pojavi se sumnja da bi ubojica mogla biti Claudia, djevojka opsjednuta Jayem, koja bi mogla ubijati misleći da će mu tako udovoljiti. No kada Jay angažira odvjetnika za Claudiju, Horatio počne sumnjati da je on upleten mnogo više nego što ekipa misli. |              |                       |                  |
| 52 | 4            | "Murder in a Flash"   | 11.10.2004.      |
| Skupina srednjoškolaca okupi se na jednodnevnom tečaju golfa, no kada svi odu kući, otkrije se tijelo ubijene srednjoškolke. Ekipu za očevid svi će tragovi voditi do kćeri ravnatelja škole, ali sumnjiv će biti i učitelj kemije, budući da će dokazi pokazati da je on bio u ljubavnoj vezi sa žrtvom. |              |                       |                  |
| 53 | 5            | "Legal"               | 18.10.2004.      |
| Osamnaestogodišnja djevojka izbodena je na smrt u zahodu popularnog noćnog kluba. Horatio otkriva da je žrtva bila agentica koja je trebala pratiti koliko se maloljetnicima ondje služi alkohol. Stvari se zakompliciraju kada ekipa za očevid nenadano otkrije još jednu žrtvu u čijem slučaju ih dokazi dovode do nelegalnoga kozmetičkog salona. |              |                       |                  |
| 54 | 6            | "Hell Night"          | 25.10.2004.      |
| Supruga poznatoga igrača baseballa brutalno je ubijena u svome domu, a za ubojstvo je optužen njezin suprug. Kada se porota s optuženim vrati na mjesto događaja na kojem se priguše svjetla kao što su bila prigušena i kad je žrtva bila ubijena, optuženi dobije nož u leđa s porukom na kojoj piše kriv. Horatio i ekipa preuzet će slučaj, no pitanje je koliko će ga temeljito moći obaviti budući da će Horatiu supruga javiti da im je nestao sin. |              |                       |                  |
| 55 | 7            | "Crime Wave"          | 8.11.2004.       |
| Miami bi mogao pogoditi tsunami i građani imaju 10 sati da napuste grad. U kaosu strada dvoje ljudi, a Horatio otkrije da se sprema i pljačka banke. U međuvremenu, Alexx i Ryan otkriju truplo za koje misle da ima naveden pogrešan uzrok smrti. Horatio sumnja da Yelinu fizički zlostavlja njezin dečko. |              |                       |                  |
| 56 | 8            | "Speed Kills"         | 15.11.2004.      |
| Richard Laken ubijen je peglom nakon spoja s nepoznatom osobom. Ekipa u njegovu autu otkrije tragove acetona i taj ih trag dovede do jedne od žena s kojima se sastajao u baru. Žena će im otkriti da mu je zalila auto acetonom, jer mu se htjela osvetiti zato što ju je ostavio, ali da ga nije ubila. Kad ekipa otkrije da je Laken nedavno bio svjedok fizičkoga obračuna na košarkaškoj utakmici, možda će biti bliže rješenju slučaja. |              |                       |                  |
| 57 | 9            | "Pirated"             | 22.11.2004.      |
| Kad je nađeno šest trupla vezanih užem kako plutaju oceanom, ekipa za očevid posumnja na moderne gusare. Horatio pretpostavlja da su gusari oteli brod i ubili članove brodske posade. Ekipa će naći preživjele s toga broda, ali oni će imati potpuno različite priče. |              |                       |                  |
| 58 | 10           | "After the Fall"      | 29.11.2004.      |
| Nepoznati čovjek preživio je pad s trećeg kata zgrade usmrtivši pritom mladog pješaka Michaela Johnsona. Komadići boje za zidove koje je Alexx našla u žrtvinoj kosi dovode Horatia i Erica do stana iz kojeg je netom prije ukraden vrijedan prsten. Vjerujući kako je lopov provalio u stan preko balkona, Horatio odlazi na krov zgrade, gdje zatječe sumnjivog mladića s opremom za penjanje na kojoj je pronađen DNK Stanleya Hemminga, kriminalca s povećim dosjeom. Iako Stanley tvrdi kako nema nikakve veze s krađom, Ryan i Calleigh mu ne vjeruju te ga zamole da isprazni džepove – uz opremu za penjanje, detektivi nalaze i DVD na kojemu je privatna videosnimka poznatog vrhovnog suca s prostitutkom. |              |                       |                  |
| 59 | 11           | "Addiction"           | 13.12.2004.      |
| Detektivi su pozvani na novo mjesto zločina gdje je razbojnik napao mladi bračni par Coleman pri izlasku iz modernog restorana. Kayino jako izudarano mrtvo tijelo zajedno s velikom ozljedom od metka na glavi nađeno je na stijenama, dok njezin suprug Morgan ima samo manje ozljede glave. I dok Horatio ispituje supruga o tragičnom događaju, Calleigh i Ryan pažljivim pregledom automobila nalaze novčanik i torbicu supružnika s novcima, te DNA otiske pomoću kojih identificiraju mogućeg razbojnika i ubojicu - Victora Tinocoa. No, istraga potpuno mjenja svoj smjer kada detektivi otkriju mrtvog Victora u njegovom aparmanu.                                                                          |              |                       |                  |
| 60 | 12           | "Shootout"            | 3.1.2005.        |
| U bolnici Dade Memorial došlo je do pucnjave u kojoj su na licu mjesta usmrćeni pacijent Calvin Joyner i njegov ubojica Hector del Rio, na čijem je vratu Horatio prepoznao istetovirano skraćeno ime za lokalnu meksičku bandu East Side Hemanos. S obzirom na to da je do dolaska policije na mjestu zločina već zavladala gužva, Calleigh je prisiljena u što kraćem roku prikupiti čahure i ostale tragove pucnjave kako ih ne bi naknadno izgubila u još većoj strci koja se stvorila u bolnici. U međuvremenu, Ryan je na ulazu ispred bolnice primijetio mladu ženu s djetetom u ruci i krvavom odjećom za koju tvrdi da je Hectorova.                                                                          |              |                       |                  |
| 61 | 13           | "Cop Killer"          | 17.1.2005.       |
| Detektivi Horatio, Calleigh i Delko pozvani su istražiti smrt policajca Richa Inska koji je prije nekoliko trenutaka u rutinskom zaustavljanju i pregledu sumnjivog vozila upucan iz neposredne blizine. Prilikom detaljnog pregleda mjesta zločina detektivi Calleigh i Delko nalaze tragove koji ih nakon analize upute na Missy Marshal, mladu djevojku koja priznaje da je za vrijeme pucnjave bila u odbjeglom automobilu te da je vozača ubojicu upoznala jutros u trgovačkom centru. Detektive zabrinu dokazi da je za vrijeme pucnjave u policajčevoj pratnji bio i malodobni dječak koji je od straha pobjegao s mjesta zločina.                                                                              |              |                       |                  |
| 62 | 14           | "One Night Stand"     | 7.2.2005.        |
| CSI detektivi pozvani su istražiti ubojstvo nosača prtljage luksuznoga hotela. Tijelo mladića pronađeno je u hotelskoj sobi zajedno s jedinstvenim dokazom – metalnim kovčegom u kojem su nađeni tanki listovi papira i pramen kose, najvjerojatnije žrtvine. S obzirom na to da je u Miamiju počela sezona krstarenja, detektivi imaju velikih problema oko traženja sumnjivaca jer je gotovo svaki gosti hotela, pa i član osoblja, mogući ubojica. Igrom slučaja, Calleigh u istom hotelu istražuje još jedno ubojstvo… |              |                       |                  |
| 63 | 15           | "Identity"            | 14.2.2005.       |
| CSI ekipa iz Miamija pozvana je na novo mjesto zločina. Uz hotelski bazen nađeno je tijelo mlade Tanye Fhuman koja je došla iz Chicaga proslaviti svoj rođendan. Tijekom obdukcije Alexx otkriva kako je mlada žena ubijena velikom dozom zmijskog otrova, ali zbog slomljenih rebara i kapilara u očima posumnja da je bila živa pojedena. U međuvremenu, Delko i Tripp uz bazen su pronašli veliku mrtvu zmiju, najvjerojatnije u vlasništvu off-shore kompanije Low Dawg Productions koja je odsjela u istom hotelu. Istodobno, mlada djevojka zamolila je Ryana da joj pomogne pronaći torbu koju je izgubila u gužvi uz bazen…                                                                                    |              |                       |                  |
| 64 | 16           | "Nothing to Lose"     | 21.2.2005.       |
| U močvarnom dijelu Evergladesa rendžeri su ulovili aligatora koji je pokušavao pojesti leš mladoga muškarca. Alexx pri prvom pregledu mrtvoga tijela zaključuje da je mladić najvjerojatnije bio na smrt upucan prije nego što je aligator dospio do njega. I dok su detektivi prenosili tijelo na brod, u njihovoj je blizini grom prouzročio požar koji se sve brže počeo širiti. Kako bi što prije ugasili požar, zatvorenici iz obližnjeg zatvora dolaze u pomoć vatrogascima. No, kada jedan od njih izazove tučnjavu, odmah postane sumnjiv Horatiu i njegovu timu detektiva. |              |                       |                  |
| 65 | 17           | "Money Plane"         | 7.3.2005.        |
| Laserom je oslijepljen pilot velikog aviona koji je bankama na istočnoj obali Floride prenosio 1,2 milijarde dolara u čekovima. Nakon što se avion nasilno prizemljio i pritom se potpuno uništio, poručnik Horatio i njegov tim detektiva u njegovoj unutrašnjosti zatječu tijelo muškarca. Njegov identitet brzo je otkriven – mladić je poznati vlasnik nekoliko dioničarskih fondova koji je najvjerojatnije ubijen prije avionske nesreće. I dok detektivi imaju malo dokaza pomoću kojih bi pronašli krivca, obitelj poginulog bogataša dodatno zakomplicira istragu zabranivši obdukciju tijela njihova sina.                                                                                                   |              |                       |                  |
| 66 | 18           | "Game Over"           | 21.3.2005.       |
| CSI detektivi pozvani su na novo mjesto zločina, u lokalnu marinu gdje je jureći automobil udario u parkirani brod. Pomnim pregledom mrtvog tijela iz automobila utvrđeno je da mladom vozaču nedostaje jedno stopalo te da je bio mrtav i prije sudara. Uz to što Ryan i Calleigh sumnjaju da je netko ipak vozio automobil umjesto žrtve i naposljetku preživio sudar, detektivi otkrivaju da mladić sve do smrti radio za Davea Stronga, vlasnika poznatog carstva videoigara. U isto vrijeme nekadašnja Speedleova poznanica zatražila je pomoć od poručnika Horatia. |              |                       |                  |
| 67 | 19           | "Sex & Taxes"         | 11.4.2005.       |
| IRS (Internal Revenue Service) agent ubijen je pri pokušaju zapljene jahte, a njezin vlasnik Jason Whitley prijavljuje njegovu smrt. Vidjevši torbu s alatom koju je nosio agent, Whitley je pomislio da je profesionalni lopov koji pokušava ukrasti njegovo vlasništvo. Brani se objašnjavajući da je ubijeni provalio u njegovu kuću, ukrao ključeve, krenuo prisvojiti njegovu jahtu, a uza sve to posjedovao i pištolj. Uskoro, na drugom odredištu, CSI tim pronalazi još jednog agenta, ubijenog s dva hica u prsa. |              |                       |                  |
| 68 | 20           | "Killer Date"         | 18.4.2005.       |
| Horatiov život iz temelja se promijeni kada sazna nove pojedinosti o smrti svoga brata. Horatio sada mora odlučiti da li to reći Yelini i što učiniti s novim podacima. U međuvremenu, ekipa istražuje slučaj ubojstva žene u noćnome klubu. Delko izgubi svoju značku. |              |                       |                  |
| 69 | 21           | "Recoil"              | 2.5.2005.        |
| Nakon suđenja za skrbništvo djevojčice dođe do okršaja vatrenim oružjem pri čemu je meta djetetova majka. Glavni osumnjičeni je njezin otac za kojeg Horatio sumnja da joj nije biološki otac. No kada se razotkrije da majka ima vrlo mutnu prošlost, ekipa uvidi da postoji mnogo ljudi koji bi poželjeli da je mrtva. |              |                       |                  |
| 70 | 22           | "Vengeance"           | 9.5.2005.        |
| Bivša srednjoškolska nogometna zvijezda ubijena je na obljetnici proslave mature i ekipa za očevid mora naći počinitelja. Ekipa otkriva da su mnogi bili ljubomorni na njegovu slavu, pa ispituje sve i svakoga. Horatio u međuvremenu otkriva da bi njegov brat mogao biti živ. |              |                       |                  |
| 71 | 23           | "Whacked"             | 16.5.2005.       |
| Čovjek koji čeka smaknuće dobio je kratku odgodu neposredno prije nego što se trebao dogoditi taj čin. Suđenje je bilo vrlo sumnjivo i moguće je da su se koristili dokazi koji nisu bili vjerodostojni. Ekipa za očevid utrkivat će se s vremenom kako bi spasila možda nevinoga čovjeka. |              |                       |                  |
| 72 | 24           | "10-7"                | 23.5.2005.       |
| Ekipa za očevid istražuje slučaj proizvodnje bombi koje bi se trebale iskoristiti u terorističkome napadu na Miami. Horatio nađe krvavi otisak prsta svoga brata Raymonda za kojeg je mislio da je mrtav. U međuvremenu Raymondov sin je otet. Calleigh upere pištolj u glavu nakon čega se ona zapita može li nastaviti raditi u ekipi za očevid. |              |                       |                  |